# NGC 6173
NGC 6173 је елиптична галаксија у сазвежђу Херкул која се налази на NGC листи објеката дубоког неба.
Деклинација објекта је + 40° 48' 40" а ректасцензија 16h 29m 45,0s. Привидна величина (магнитуда) објекта NGC 6173 износи 12,2 а фотографска магнитуда 13,2. Налази се на удаљености од 78,277 милиона парсека од Сунца. NGC 6173 је још познат и под ознакама UGC 10421, MCG 7-34-83, CGCG 224-49, 3ZW 83, PGC 58348.